# Eda Nemoede Casterton
Eda Nemoede Casterton, née Eda Wilhelmina Nemoede le 14 avril 1877 à Brillion dans l'état du Wisconsin et morte le 15 novembre 1969 à Palos Verdes Estates dans l'état de la Californie aux États-Unis, est une peintre américaine, connue pour ces portraits en miniature.

## Biographie
Eda Nemoede naît à Brillion dans l'état du Wisconsin en 1877. Elle étudie brièvement à l'école d'art de Minneapolis puis apprend le métier de sténographe. Après la mort de son père en 1895, elle s'installe avec sa famille à Chicago dans l'état de l'Illinois où elle travaille comme secrétaire. Elle étudie durant sa pause déjeuner à l'école de l'Institut d'art de Chicago auprès de la peintre Virginia Richmond Reynolds (en) et commence une carrière de peintre portraitiste miniaturiste. Elle part ensuite en France et séjourne dans la ville de Paris où elle étudie auprès du peintre Henry Salem Hubbell et obtient une mention honorable au Salon des artistes français en 1905.
En 1908, elle rentre à Chicago et enseigne à l'école de l'Institut d'art de Chicago en parallèle à sa carrière de peintre. Elle épouse William John Casterton en 1910. Membre de l'American Society of Miniature Painters, de la Chicago Society of Miniature Painters (en) dont elle est l'une des membres fondatrices au côté des peintres Anna Lynch (en) ou Edward William Carlson (en), de la Royal Society of Miniature Painters, Sculptors and Gravers (en) et de la Pennsylvania Society of Miniature Painters (en), elle expose au cours de sa carrière ces miniatures en France et en Angleterre et lors de différentes expositions aux États-Unis, obtenant notamment une médaille d'argent à l'exposition universelle de Panama-Pacific à San Francisco en 1915 et une médaille de bronze à la Sesquicentennial Exposition (en) à Philadelphie en 1926.
Après la mort de son mari en 1948, elle déménage en 1952 dans la ville de Missoula dans l'état du Montana afin de vivre auprès de sa sœur. Elle déménage ensuite chez sa fille à Palos Verdes Estates dans l'état de la Californie où elle meurt en 1969 à l'âge de 92 ans. 
Ces œuvres sont notamment visibles ou conservées au Smithsonian American Art Museum de Washington et au Brooklyn Museum de New York.

## Œuvres

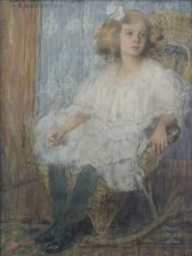
Mae Olson, 1906, Brooklyn Museum
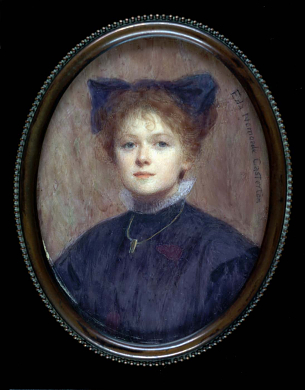
Miss Goss, 1912, Smithsonian American Art Museum
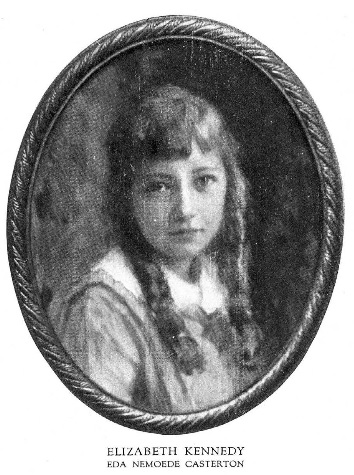
Elizabeth Kennedy, 1918
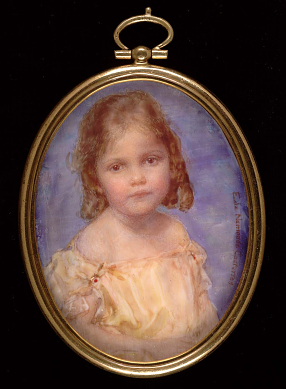
Little Girl, 1920, Smithsonian American Art Museum